# Lagprövningsrätt
Lagprövningsrätt syftar på en domstols behörighet att pröva rådande lagstiftnings giltighet. Det finns principiellt två huvudtyper av lagprövning: abstrakt och konkret.
- Abstrakt lagprövning innebär att en domstol tar ställning till en lags grundlagsenlighet i sig själv utan att lagen behöver ha tillämpats (möjligen som krav på att den senare ska kunna tillämpas). Effekten om lagen anses strida mot grundlag - eller annan överordnad författning, t ex traktaträtt - kan vara att den underkänns och inte kommer kunna tillämpas, tolkas konformt med överordnad författning eller ogiltigförklaras. Ibland innebär ogiltigförklarande även att lag en nullifieras, dvs. ogiltigförklarandet har verkan fram och bak i tiden. Ett ofta åberopat fall är Tyskland, där den abstrakta normprövningsrätten (abstrakte Normenkontrolle) utövats av den tyska författningsdomstolen Bundesverfassungsgericht.
- Konkret lagprövning tar sikte på lagens tillämpning i ett enskilt fall, vanligen efter klagan från en person som berörs, som har s.k. talerätt (locus standi). Effekten blir inte att lagen upphävs utan endast att den inte tillämpas i det enskilda fallet. Den vidare rättsliga effekten av en konkret lagprövning bestäms utifrån läran om rättskraft. Detta är särskilt fallet i anglosaxiska rättssystem som tillämpar common law, där prejudikaten från högre rätt är bindande enligt principen stare decisis. Det i särklass mest kända exemplet är lagprövningen i USA, som i dess högsta domstol, grundad på prejudikatet Marbury vs Madison (som blev normbildande för lagprövning i USA och i stora delar av världen).

Inom juridiken används också termen normprövning, eftersom lagprövningen egentligen har innebörden att domstolar prövar viss norms (myndighets riktlinje, kommunal föreskrift, lag), inte bara lags, förenlighet med överordnade normer (grundlag, lagar, förordningar).

## Sverige
I Sverige innebär lagprövningsrätten att domstolar och andra offentliga organ har rätt att åsidosätta lagar som strider mot grundlagen. Domstolarna, i enlighet med sitt rättsdogmatiska arbetssätt, tillämpar endast konkret lagprövning. 
Den svenska lagprövningsrätten regleras i regeringsformens 11 kap 14 § och 12 kap 10 §.
Bestämmelsen togs in i regeringsformen 1979 och trädde i kraft 1980, efter att ha föreslagits av Rättighetsskyddsutredningen. Dessförinnan hade Högsta domstolen under 1900-talet slagit fast möjligheten till lagprövning i en rad domar. Stadgandet i regeringsformen gäller inte endast lagar utan även andra typer av författningar såsom förordningar och kommunala föreskrifter. Lagprövning har i Sverige ansetts som kontroversiell, eftersom det kan ses som en risk att domstolar inkräktar på politikens område (jämför folksuveränitetsprincipen). Från 1979 till 2010 begränsades lagprövningsrätten av uppenbarhetsrekvisitet, som togs bort 2011 i samband med grundlagsreformen 2010. 
Att förvaltningsmyndigheter, enligt Regeringsformen 12 kap 10 §, i teorin äger samma lagprövningsrätt är ganska unikt, även om det sällan sker utbrett. En enskild handläggare kan alltså i teorin neka till att fatta ett visst beslut, eller möjligen fatta visst beslut i strid med instruktioner med hänvisning till (högre) författning, som grundlagen. De i praktiken betydelsefulla fallen är dock när denna är en högre beslutsfattare, i vilket fall dessa kan komma att prövas i allmän förvaltningsrätt, vilkas roll är att pröva konflikter mellan enskilda och myndigheter, vilket därmed ger domstolarna en överordnad ställning. 
Lagprövningsrätt kallas med en engelsk term för judicial review. Det svenska Lagrådet har att uttala sig om regeringens tilltänkta propositioner till riksdagen och det kan med en engelsk term kallas för judicial preview. Lagrådets utlåtanden har dock vid ett flertal tillfällen frångåtts och är inte bindande, men kan i någon mån ses som en förvarning om att lagen möjligen kommer stoppas eller inte kunna utövas helt av domstolarna.